# فيليبي لوبيز غوتيريز
فيليبي لوبيز غوتيريز (بالإسبانية: Felipe López Gutiérrez)‏ (30 ديسمبر 1995 في المكسيك - ) هو لاعب كرة قدم مكسيكي في مركز حراسة المرمى.

## وصلات خارجية
- فيليبي لوبيز غوتيريز على موقع قاعدة بيانات كرة القدم.إي يو (الإنجليزية)
- فيليبي لوبيز غوتيريز على موقع Soccerway.com (الإنجليزية)